# کوه گلوباک
کوه گلوباک (به صربی: Golubac) یک کوه در صربستان است که در Western Serbia واقع شده‌است. کوه گلوباک ۷۳۳ متر بالاتر از سطح دریا واقع شده‌است.